# Koninkrijk Rwenzururu
Het koninkrijk Rwenzururu was tussen 1962 en 1982 een koninkrijk in het huidige Oeganda. De regio Rwenzururu wordt bewoond door de Konjo's en de Amba's. Aan het begin van de 20e eeuw werden deze volkeren door de Britse overheersers geïntegreerd in het koninkrijk Toro. Aanvankelijk werd dit geaccepteerd door de Konjo's en de Amba's, maar in de jaren 1950 vroegen zij om een apart district binnen het Protectoraat Oeganda los van het Koninkrijk Toro. Op 30 juni 1962 verklaarde het koninkrijk Rwenzururu zich onafhankelijk van Toro met Isaya Mukirania als koning. Enkele maanden later verklaarde Rwenzururu zich ook onafhankelijk van het zojuist onafhankelijk geworden Oeganda. Dit leidde tot een bloedige burgeroorlog waarbij veel Konjo's en Amba's werden gedood en in 1964 was de afscheidingsbeweging grotendeels onderdrukt. Maar door de val van het regime van Idi Amin in 1979 wist Rwenzururu zijn de facto onafhankelijkheid te herstellen.  Onderhandelingen met de Oegandese regering leidden er uiteindelijk toe dat Rwenzururu in 1982 zijn onafhankelijkheidsclaim liet vallen.